# Halterofilismo nos Jogos Olímpicos de Verão de 1932
O halterofilismo nos Jogos Olímpicos de Verão de 1932 foi realizado em Los Angeles, nos Estados Unidos, entre 30 e 31 de julho, com cinco eventos disputados, todos masculinos. Um total de 29 atletas de 8 nações participou. As competições foram realizadas no Grand Olympic Auditorium, que também sediou as competições de boxe e lutas nas Olimpíadas de 1932.
A partir de 1928 três provas passaram a compor as competições no halterofilismo: o desenvolvimento (também conhecido como desenvolvimento militar ou prensa militar), o arranco e o arremesso, sendo o total das somas desses três levantamentos utilizado para determinar os vencedores.

## Eventos do halterofilismo
Masculino: até 60 kg | até 67,5 kg | até 75 kg | até 82,5 kg | acima de 82,5 kg

## Pena (–60 kg)
| Pos. | Atleta           | Nação                | Desenvolvimento | Arranco | Arremesso | Total    |
| ---- | ---------------- | -------------------- | --------------- | ------- | --------- | -------- |
|      | Raymond Suvigny  | França (FRA)         | 82,5 kg         | 87,5 kg | 117,5 kg  | 287,5 kg |
|      | Hans Wölpert     | Alemanha (GER)       | 85,0 kg         | 87,5 kg | 110,0 kg  | 282,5 kg |
|      | Anthony Terlazzo | Estados Unidos (USA) | 82,5 kg         | 85,0 kg | 112,5 kg  | 280,0 kg |

## Leve (–67,5 kg)
| Pos. | Atleta          | Nação         | Desenvolvimento | Arranco  | Arremesso | Total    |
| ---- | --------------- | ------------- | --------------- | -------- | --------- | -------- |
|      | René Duverger   | França (FRA)  | 97,5 kg         | 102,5 kg | 125,0 kg  | 325,0 kg |
|      | Hans Haas       | Áustria (AUT) | 82,5 kg         | 100,0 kg | 125,0 kg  | 307,5 kg |
|      | Gastone Pierini | Itália (ITA)  | 92,5 kg         | 090,0 kg | 120,0 kg  | 302,5 kg |

## Médio (–75 kg)
| Pos. | Atleta           | Nação          | Desenvolvimento | Arranco  | Arremesso | Total    |
| ---- | ---------------- | -------------- | --------------- | -------- | --------- | -------- |
|      | Rudolf Ismayr    | Alemanha (GER) | 102,5 kg        | 110,0 kg | 132,5 kg  | 345,0 kg |
|      | Carlo Galimberti | Itália (ITA)   | 102,5 kg        | 105,0 kg | 132,5 kg  | 340,0 kg |
|      | Karl Hipfinger   | Áustria (AUT)  | 090,0 kg        | 107,5 kg | 140,0 kg  | 337,5 kg |

## Pesado-ligeiro (–82,5 kg)
| Pos. | Atleta       | Nação                | Desenvolvimento | Arranco  | Arremesso | Total    |
| ---- | ------------ | -------------------- | --------------- | -------- | --------- | -------- |
|      | Louis Hostin | França (FRA)         | 102,5 kg        | 112,5 kg | 150,0 kg  | 365,0 kg |
|      | Svend Olsen  | Dinamarca (DEN)      | 102,5 kg        | 107,5 kg | 150,0 kg  | 360,0 kg |
|      | Henry Duey   | Estados Unidos (USA) | 092,5 kg        | 105,0 kg | 132,5 kg  | 330,0 kg |

## Pesado (+82,5 kg)
| Pos. | Atleta             | Nação                | Desenvolvimento | Arranco  | Arremesso | Total    |
| ---- | ------------------ | -------------------- | --------------- | -------- | --------- | -------- |
|      | Jaroslav Skobla    | Checoslováquia (TCH) | 112,5 kg        | 115,0 kg | 152,5 kg  | 380,0 kg |
|      | Václav Pšenička    | Checoslováquia (TCH) | 112,5 kg        | 117,5 kg | 147,5 kg  | 377,5 kg |
|      | Josef Strassberger | Alemanha (GER)       | 125,0 kg        | 110,0 kg | 142,5 kg  | 377,5 kg |

## Quadro de medalhas
| Pos.               | País               | Ouro | Prata | Bronze | Total |
| ------------------ | ------------------ | ---- | ----- | ------ | ----- |
| 1                  | FRA França         | 3    | 0     | 0      | 3     |
| 2                  | GER Alemanha       | 1    | 1     | 1      | 3     |
| 3                  | TCH Checoslováquia | 1    | 1     | 0      | 2     |
| 4                  | ITA Itália         | 0    | 1     | 1      | 2     |
| 4                  | AUT Áustria        | 0    | 1     | 1      | 2     |
| 6                  | DEN Dinamarca      | 0    | 1     | 0      | 1     |
| 7                  | USA Estados Unidos | 0    | 0     | 2      | 2     |
| Total (7 entradas) | Total (7 entradas) | 5    | 5     | 5      | 15    |